# Rudolf-Dieter Kraemer
Rudolf-Dieter Kraemer (* 25. Januar 1945 in Ravensburg) ist ein deutscher Musikpädagoge.

## Leben
Kraemer begann 1964 ein Lehramtsstudium an der Pädagogischen Hochschule in Saarbrücken, welches er 1967 abschloss. Parallel studierte er an der Musikhochschule des Saarlandes Viola und Kammermusik. Es folgten Studien in Musikwissenschaft, Erziehungswissenschaft und Philosophie an der Universität des Saarlandes, welche er 1975 mit seiner Promotion abschloss. Nach dem Schuldienst in Saarbrücken war er von 1970 an für acht Jahre als wissenschaftlicher Assistent an der Pädagogischen Hochschule Saarbrücken tätig.
1978 erhielt er eine Professur für Musikpädagogik an der Musikhochschule Detmold im Bereich der Schulmusiker- und Instrumentalpädagogen-Ausbildung. Von 1985 bis 2010 lehrte er als Ordinarius für Musikpädagogik an der Universität Augsburg. Dort war er unter anderem Planungsbeauftragter der Philosophischen Fakultät für den Neubau des Zentrums für Kunst und Musik. Nach der Auflösung der Musikhochschule Nürnberg-Augsburg setzte er sich für den Erhalt der künstlerischen Studiengänge in Augsburg ein. Er war von 2008 an als Gründungsleiter maßgeblich für den Aufbau des Leopold-Mozart-Zentrums an der Universität verantwortlich. Die neue universitäre musikalische Ausbildungsstätte wurde nicht als eigene Fakultät gegründet, sondern als Kunst und Wissenschaft verbindendes Institut in die Philosophisch-Sozialwissenschaftliche Fakultät der Universität Augsburg integriert, zu der Musikpädagogik (als Lehramt, Magister), Musikwissenschaft und Musikpraxis gehörten. Folglich wurden geistes-, sozialwissenschaftliche und künstlerische Disziplinen vernetzt. 2010 trat Rudolf-Dieter Kraemer in den Ruhestand.

## Wissenschaftliche Tätigkeiten
Von 1986 an stand Rudolf-Dieter Kraemer dem Arbeitskreis der Musikdidaktiker an Bayerischen Musikhochschulen und Universitäten vor. Er war ab 1986 und 1995 jeweils für sechs Jahre Vorsitzender des Arbeitskreises Musikpädagogische Forschung (AMPF). Zudem gehörte er der Fachkommission „Musikpädagogische Forschung beim Deutschen Musikrat“ an und ist Mitglied der Wissenschaftlichen Sozietät Musikpädagogik, der Deutschen Gesellschaft für Musikpsychologie und des Arbeitskreises Musikpädagogische Forschung.
Seine Arbeitsschwerpunkte liegen in der Begründung des Fachs Musikpädagogik und musikalisches Lernen. Er ist Herausgeber der über 100 Bände umfassenden Reihe „Forum Musikpädagogik“ (Wißner-Verlag) sowie Initiator und Mitherausgeber der Musikpädagogischen Forschungsberichte (ebd.). Lehraufträge übernahm er an den Musikhochschulen Lübeck und Würzburg, an der Universität München, der Katholischen Fachhochschule für Sozialwesen, Sozialarbeit und Sozialpädagogik Saarbrücken und am Hohner-Konservatorium in Trossingen.
Er gehört seit 2010 dem Präsidium der Deutschen Mozart-Gesellschaft an und ist seit 2014 Vizepräsident der Internationalen Leopold Mozart Gesellschaft e.V.(ILMG) .

## Künstlerische Tätigkeiten
Als Instrumentalist wirkte er bei  Konzerten mit. Es folgten Aufführungen eigener Kompositionen sowie Auftritte als Solist. An Rundfunk- und Fernsehaufnahmen ist er  seit 1957 beteiligt. Zudem war er langjähriger Leiter des Orchesters der Pädagogischen Hochschule Saarbrücken und des Volkshochschulorchesters Augsburg.

## Preise & Auszeichnungen
- 1964 erster Preis Violine und erster Preis Viola beim saarländischen Landeswettbewerb „Jugend musiziert“
- 1964 zweiter Preis Viola beim Bundeswettbewerb „Jugend musiziert“ in Berlin
- 2010 Amicus Universitatis für „Verdienste um den Aufbau des Leopold-Mozart-Zentrums und dessen Integration in die Universität Augsburg“

## Publikationen (Auswahl)

### Herausgeberschaft
- R.-D. Kraemer: Forum Musikpädagogik. Wißner-Verlag, Augsburg 1992 ff. (über 125 Bände).
- R.-D. Kraemer: Musikunterricht: Materialien – Methoden – Modelle. Wißner-Verlag, Augsburg 1993 ff. (bisher 5 Bände).
- H. Gembris, R.-D. Kraemer, G. Maas: Musikpädagogische Forschungsberichte. Wißner-Verlag, Augsburg 1991–2004.
- R.-D. Kraemer: Studien zur Musikpädagogik. Die Blaue Eule, Essen 1991 ff.